# Swansea
Swansea (in gallese Abertawe) è una città di 244 500 abitanti, ed è anche una contea del Galles meridionale, nel Regno Unito, ad est della penisola di Gower. È la seconda città del Galles per numero di abitanti.
Durante il periodo di massimo splendore industriale del XIX secolo, Swansea era il centro chiave dell'industria della metallurgia del rame, guadagnandosi il soprannome di Copperopolis.

## Geografia fisica
La città è la venticinquesima più grande del Regno Unito. La città è situata lungo la baia di Swansea nel Galles sud-occidentale e l'area principale copre la penisola di Gower.
Swansea può essere divisa in quattro aree fisiche. La geologia è complessa e offre scenari diversi. La penisola di Gower è stata la prima area del Regno Unito ad essere designata come Area of Outstanding Natural Beauty. A nord si estende l'altopiano di Lliw, principalmente brughiere, che arriva fino ai piedi della catena Black Mountain (in gallese Y Mynydd Du). A est si estende la costa della baia di Swansea. Nel centro, da sud-est a nord-ovest, si trova la zona urbana e suburbana che va dal centro di Swansea alle città di Gorseinon e Pontarddulais. La geologia della penisola di Gower spazia dalle scogliere calcaree lungo la costa meridionale da Mumbles a Worm's Head alle paludi salmastre dell'estuario del Loughor a nord. Le coste orientali, meridionali e occidentali della penisola sono spiagge sabbiose, grandi e piccole, separate da ripide scogliere. L'entroterra è ricoperto da ampie distese di praterie sovrastate da creste di brughiere. Gran parte di Swansea è collinare e la maggior parte dell'altopiano si trova nel Mar.

### Clima
Swansea ha un clima oceanico temperato
| Swansea             | Mesi | Mesi | Mesi | Mesi | Mesi | Mesi | Mesi | Mesi | Mesi | Mesi | Mesi | Mesi | Stagioni | Stagioni | Stagioni | Stagioni | Anno  |
| Swansea             | Gen  | Feb  | Mar  | Apr  | Mag  | Giu  | Lug  | Ago  | Set  | Ott  | Nov  | Dic  | Inv      | Pri      | Est      | Aut      | Anno  |
| ------------------- | ---- | ---- | ---- | ---- | ---- | ---- | ---- | ---- | ---- | ---- | ---- | ---- | -------- | -------- | -------- | -------- | ----- |
| T. max. media (°C)  | 6,8  | 7,3  | 9,5  | 12,6 | 15,7 | 19,0 | 20,2 | 19,8 | 17,4 | 13,9 | 10,4 | 8,1  | 7,4      | 12,6     | 19,7     | 13,9     | 13,4  |
| T. min. media (°C)  | 2,1  | 2,2  | 3,7  | 6,0  | 8,8  | 12,2 | 13,5 | 13,3 | 11,2 | 8,4  | 5,2  | 3,3  | 2,5      | 6,2      | 13,0     | 8,3      | 7,5   |
| Precipitazioni (mm) | 125  | 83   | 90   | 66   | 68   | 70   | 70   | 91   | 101  | 118  | 130  | 132  | 340      | 224      | 231      | 349      | 1 144 |

## Origini del nome
Il nome gallese, Abertawe, si traduce come "foce/estuario del Tawe", e questo nome era probabilmente usato per l'area prima che fosse istituito un insediamento. La prima testimonianza scritta del nome gallese della città stessa risale al 1150 e appare nella forma Aper Tyui.
Il nome inglese Swansea deriva dal nome in lingua norrena dell'originale luogo di commercio vichingo fondato dal re Sweyn Forkbeard.

## Storia

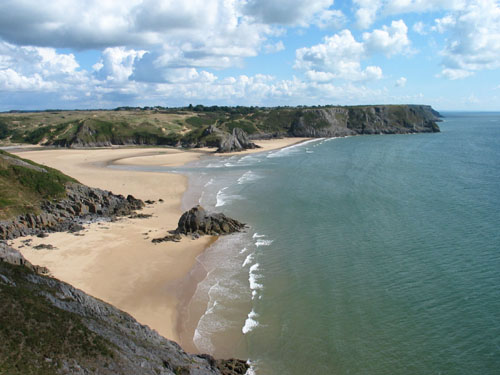
Three Cliffs Bay

L'area ha una storia archeologica che risale al Paleolitico. I ritrovamenti nella Long Hole Cave nella penisola di Gower sono stati interpretati come quelli dei primi esseri umani moderni in Gran Bretagna e nella stessa grotta è stata ritrovato anche lo scheletro della Signora rossa di Paviland nel 1823, datato al 25.000/10.000 a.C.. L'area presenta anche molti siti dell'età del bronzo e del ferro e i resti di una villa romana.
Durante l'era vichinga, la foce del Tawe divenne uno snodo commerciale. L'insediamento rimase sotto il controllo gallese fino all'invasione normanna del Galles, quando Iestyn ap Gwrgant cedette l'insediamento come parte della nuova Lordhip di Gower a Henry de Beaumont, I conte di Warwick, all'inizio del 1100. La zona comprendeva le terre intorno alla baia di Swansea fino al fiume Tawe, il maniero di Kilvey oltre il Tawe e la penisola stessa. Negli anni successivi, Henry costruì il castello di Swansea e alcune monete recano la scritta Swensi, Sweni e Svenshi c. 1140.
Crebbe di importanza durante il XVIII e il XIX secolo, divenendo un importante centro industriale. Fu una delle prime località dotate di una tranvia a cavalli. Non subì un'ondata immigratoria pari a quella di Cardiff e mantenne sempre uno stretto legame con le origini e i dintorni rurali. Da Swansea prende il nome la diocesi anglicano-gallese di Swansea e Brecon, fondata nel 1923; la città è stata sede anche dei vescovi cattolici di Menevia dal 1987 al 2024.

## Monumenti e luoghi d'interesse
All'interno della città si trovano tre monumenti classificati, listed buildings, di primo livello: le rovine del castello di Swansea, la Tabarnacle Chapel (in gallese Capel y Tabernacl) e la Swansea Guildhall (in gallese Guildhall Abertawe). Inoltre altri monumenti degni di nota sono: la Ebenezer Baptist Chapel, la Glynn Vivian Art Gallery, la Midland Bank, la Mount Pleasant Baptist Church a Kingsway, il Swansea Museum.

## Società
Dal 1804 fino agli anni '20 del Novecento, Swansea conobbe una crescita demografica continua. Gli anni '30 e '40 furono un periodo di leggero declino. Negli anni '50 e '60 la popolazione crebbe per poi diminuire negli anni '70. La popolazione tornò a crescere negli anni '80, per poi diminuire negli anni '90. Nel 21º secolo, Swansea ha vissuto una piccola crescita demografica; nel 2007 l'area dell'autorità locale aveva una popolazione stimata di 228 100 abitanti. Tuttavia, nel censimento del 2021, questa crescita della popolazione ha invertito leggermente la sua tendenza con un calo della popolazione dello 0,2%. Nel 2001 il 13,4% degli abitanti ha dichiarato di parlare gallese.

## Cultura

### Istruzione
L'Università di Swansea ha sede a Swansea. Troviamo anche la University of Wales Trinity Saint David e il Gower College.
10 delle 77 scuole primarie e 2 dei 15 istituti comprensivi di Swansea sono Welsh-medium, ovvero il gallese viene utilizzato come prima lingua.

## Amministrazione

### Gemellaggi
- Ferrara, dal 1978 (patto d'amicizia)
- Cork
- Mannheim
- Pau
- Bydgoszcz
- Nantong (friendship link)